# I conquistatori (film 1946)
I conquistatori (Canyon Passage) è un film del 1946 diretto da Jacques Tourneur.

## Trama
Nel 1856, Logan Stuart è un commerciante itinerante dell’Oregon che traffica in merci, muli e oro. Durante un viaggio accompagna Lucy Overmire, promessa sposa del suo migliore amico George Camrose, un rispettato banchiere di Jacksonville. Quando i due pernottano al Portland Hotel, Logan sventa un tentativo di rapina e sospetta immediatamente di Honey Bragg, un uomo dalla fama violenta e ambigua. Logan è convinto che Bragg sia anche l'autore dell’omicidio di due cercatori d’oro, delitto attribuito agli Indiani della zona. Sulla strada per Jacksonville, Logan e Lucy fanno tappa presso la fattoria di Ben Dance, dove vive anche la giovane Caroline Marsh, orfana cresciuta dalla famiglia. Caroline è segretamente innamorata di Logan, che le regala un medaglione. Tuttavia, Lucy, con tono malizioso, dubita delle reali intenzioni dell’uomo nei confronti della ragazza. A Jacksonville, Camrose si mostra apparentemente solido e affermato, ma nasconde una pericolosa dipendenza dal gioco d’azzardo, che tiene nascosta anche a Lucy. Logan rivede Caroline e le chiede di sposarlo, ma dentro di sé è combattuto: pur provando qualcosa per Lucy, non vuole tradire l’amico. La proposta, intanto, scatena la gelosia di Vane Blazier, sinceramente innamorato della ragazza. Intanto Bragg, ormai acerrimo nemico di Logan, lo affronta apertamente, ma viene sconfitto in un violento scontro fisico. Camrose, nel frattempo, sprofonda nei debiti e, pur avendo promesso a Logan di non giocare più, continua a frequentare il tavolo da poker. Per estinguere una grossa perdita con il giocatore professionista Lestrade, arriva persino a compiere un gesto estremo che compromette irrimediabilmente la sua posizione. Gli eventi precipitano e, tra tensioni crescenti, vendette personali e un attacco improvviso alla comunità da parte degli Indiani, la situazione si fa sempre più drammatica. Mentre la città affronta il caos e le ferite personali si intrecciano con quelle collettive, Logan si trova costretto a fare scelte decisive che metteranno alla prova la sua lealtà, il suo coraggio e i suoi sentimenti.